# Metropolia Maputo
Metropolia Maputo – jedna z 3 metropolii kościoła rzymskokatolickiego w Mozambiku. Została ustanowiona 4 września 1940 jako metropolia Lourenço Marques, 18 października 1976 zmieniono nazwę na obecną.  

## Diecezje
- Archidiecezja Maputo
  - Diecezja Inhambane
  - Diecezja Xai-Xai

## Metropolici
- kard. Teódosio Clemente de Gouveia (1940-1962)
- Custódio Alvim Pereira (1962-1974)
- kard. Alexandre José María dos Santos (1974-2003)
- Francisco Chimoio (2003-2023)
- João Carlos Hatoa Nunes (od 2023)